# Elisabeth Sladen
Elisabeth Claira Heath Sladen (Liverpool, 1 februari 1946 – Southall, 19 april 2011) was een Brits actrice. Ze vertolkte de rol van Sarah Jane Smith in de Britse sciencefictionreeks Doctor Who en nadien in de spin-off The Sarah Jane Adventures. Op de set van Doctor Who leerde Sladen haar toekomstig echtgenoot Brian Miller kennen.
Reeds op jonge leeftijd ontwikkelde Sladen een interesse voor het podium door een optreden met het Royal Ballet. Door haar capaciteiten als assistent-regisseur kreeg ze slechts zelden een acteerrol. Om toch zo veel mogelijk rollen te krijgen maakte ze opzettelijk fouten als assistente. Uiteindelijk maakte ze in 1964 haar filmdebuut in de musicalfilm Ferry Cross the Mersey.
Sladen overleed op 65-jarige leeftijd ten gevolge van kanker.
- Gemeinsame Normdatei: 1034962922
- International Standard Name Identifier: 0000 0000 4214 6033
- Library of Congress Control Number: no96052470
- MusicBrainz: 5873b087-79a8-4c78-aeb7-d239b6f651f0
- Système universitaire de documentation: 231692846
- Trove: 1472198
- Virtual International Authority File: 73449993
- WorldCat: E39PBJckRPgJRFCrhdkfGHxYyd